# Eric Carmen
 Der er for få eller ingen kildehenvisninger i denne artikel, hvilket er et problem. Du kan hjælpe ved at angive troværdige kilder til de påstande, som fremføres i artiklen.

Eric Carmen (født 11. august 1949, død 9. eller 10. marts 2024) var en amerikansk sanger og sangskriver.
Eric var et musikalsk vidunderbarn, der som 3-årig blev undervist på Cleveland Institute of Musik og som 6-årig modtog violinundervisning. Han begyndte at spille i bands i college-tiden.
Eric Carmen fik med gruppen Raspberries en pladekontrakt i 1971, men trods tre lp-plader blev det kun til enkelte singlehits, "Let's go all the Way" og "Overnight Sensation".
I 1975, efter Raspberries var gået i opløsning, indspillede han sin første solo-plade, der nød stor succes i såvel USA som Europa, ikke mindst på grund af hittet "All by myself", der siden er blevet en klassiker og bl.a. indspillet af Celine Dion.
Carmen fortsatte med at indspille plader, men uden større publikumssucces, bortset fra nummeret "Hungry Eyes", som han indsang til "Dirty Dancing"-soundtracket.
Økonomisk var Eric Carmen dog velfunderet, ikke mindst på grund af royalties fra "All by myself".
I 2004 gendannedes Raspberries og har siden spillet en række koncerter i USA.

## Diskografi

### Studiealbums
| Titel                                                       | Albumdetaljer                               | Højeste hitlisteplacering | Højeste hitlisteplacering | Højeste hitlisteplacering | Højeste hitlisteplacering | Certificeringer |
| Titel                                                       | Albumdetaljer                               | US                        | AUS                       | SWE                       | UK                        | Certificeringer |
| ----------------------------------------------------------- | ------------------------------------------- | ------------------------- | ------------------------- | ------------------------- | ------------------------- | --------------- |
| Eric Carmen                                                 | - Released: November 1975 - Label: Arista   | 21                        | 15                        | 41                        | 58                        | - RIAA: Gold    |
| Boats Against the Current                                   | - Released: August 1977 - Label: Arista     | 45                        | 37                        | 39                        | –                         |                 |
| Change of Heart                                             | - Released: September 1978 - Label: Arista  | 137                       | 93                        | –                         | –                         |                 |
| Tonight You're Mine                                         | - Released: January 1, 1980 - Label: Arista | 160                       | 80                        | –                         | –                         |                 |
| Eric Carmen                                                 | - Released: 1984 - Label: Geffen            | 128                       | –                         | –                         | –                         |                 |
| I Was Born to Love You (released as Winter Dreams in Japan) | - Released: 2000 - Label: Rhino             | –                         | –                         | –                         | –                         |                 |

### Opsamlingsalbum
| Titel                                   | Albumdetaljer                                      | Højeste hitlisteplacering | Højeste hitlisteplacering | Højeste hitlisteplacering | Certificeringer |
| Titel                                   | Albumdetaljer                                      | US                        | AUS                       | NZ                        | Certificeringer |
| --------------------------------------- | -------------------------------------------------- | ------------------------- | ------------------------- | ------------------------- | --------------- |
| The Best of Eric Carmen                 | - Released: 1988 - Label: Arista                   | 59                        | 17                        | 26                        |                 |
| The Definitive Collection               | - Released: June 17, 1997 - Label: Arista          | –                         | –                         | –                         |                 |
| All by Myself – The Best of Eric Carmen | - Released: October 21, 1999 - Label: Collectables | –                         | –                         | –                         |                 |
| The Essential Eric Carmen               | - Released: March 25, 2014 - Label: Arista         | –                         | –                         | –                         |                 |

### Singler på hitlistercerne
| Titel                                                 | År   | Højeste hitlisteplacering | Højeste hitlisteplacering | Højeste hitlisteplacering | Højeste hitlisteplacering | Højeste hitlisteplacering | Højeste hitlisteplacering | Højeste hitlisteplacering | Højeste hitlisteplacering | Højeste hitlisteplacering | Certificeringer              | Album                                          |
| Titel                                                 | År   | US                        | US AC                     | AUS                       | CAN                       | GER                       | NL                        | NZ                        | SWE                       | UK                        | Certificeringer              | Album                                          |
| ----------------------------------------------------- | ---- | ------------------------- | ------------------------- | ------------------------- | ------------------------- | ------------------------- | ------------------------- | ------------------------- | ------------------------- | ------------------------- | ---------------------------- | ---------------------------------------------- |
| "All by Myself"                                       | 1975 | 2                         | 6                         | 7                         | 3                         | –                         | 7                         | 6                         | –                         | 12                        | - RIAA: Gold                 | Eric Carmen                                    |
| "Never Gonna Fall in Love Again"                      | 1976 | 11                        | 1                         | –                         | 1                         | –                         | –                         | 30                        | –                         | –                         |                              | Eric Carmen                                    |
| "Sunrise"                                             | 1976 | 34                        | 33                        | –                         | 33                        | –                         | –                         | –                         | –                         | –                         |                              | Eric Carmen                                    |
| "She Did It"                                          | 1977 | 23                        | 26                        | 30                        | 11                        | –                         | –                         | 16                        | –                         | –                         |                              | Boats Against the Current                      |
| "Boats Against the Current"                           | 1977 | 88                        | –                         | –                         | –                         | –                         | –                         | –                         | –                         | –                         |                              | Boats Against the Current                      |
| "Change of Heart"                                     | 1978 | 19                        | 6                         | –                         | 14                        | –                         | –                         | –                         | –                         | –                         |                              | Change of Heart                                |
| "Baby I Need Your Loving"                             | 1978 | 62                        | 30                        | –                         | 50                        | –                         | –                         | –                         | –                         | –                         |                              | Change of Heart                                |
| "It Hurts Too Much"                                   | 1980 | 75                        | –                         | –                         | –                         | –                         | –                         | –                         | –                         | –                         |                              | Tonight You're Mine                            |
| "I Wanna Hear It from Your Lips"                      | 1985 | 35                        | 10                        | 27                        | 17 (AC)                   | –                         | –                         | –                         | –                         | –                         |                              | Eric Carmen                                    |
| "I'm Through with Love"                               | 1985 | 87                        | 16                        | –                         | –                         | –                         | –                         | –                         | –                         | –                         |                              | Eric Carmen                                    |
| "Hungry Eyes"                                         | 1987 | 4                         | 2                         | 4                         | 2                         | 17                        | 16                        | 18                        | 6                         | 82                        | - BPI: Platinum - BVMI: Gold | Dirty Dancing: Original Soundtrack             |
| "As Long as We Got Each Other" (with Louise Mandrell) | 1988 | –                         | –                         | –                         | –                         | –                         | –                         | –                         | –                         |                           | Best of Louise Mandrell      |                                                |
| "Make Me Lose Control"                                | 1988 | 3                         | 1                         | 8                         | 2                         | –                         | –                         | 29                        | –                         | 93                        |                              | The Best of Eric Carmen                        |
| "Reason to Try"                                       | 1988 | 87                        | –                         | 133                       | –                         | –                         | –                         | –                         | –                         | –                         |                              | 1988 Summer Olympics Album: One Moment in Time |

1. ↑  "As Long as We Got Each Other" toppede som nummer 51 på Billboard's Hot Country Songs chart.[16]